# شاندلير جونز
شاندلير جونز (بالإنجليزية: Chandler Jones)‏ (و. 1990  م) هو لاعب كرة قدم أمريكية، من الولايات المتحدة، ولد في روتشستر، يلعب كطرف دفاعي ‏.

## التعليم
تعلم في جامعة سيراكيوز.

## روابط خارجية
- شاندلير جونز على موقع إي إس بي إن.كوم (أن.أف.أل)3
- شاندلير جونز على موقع مرجع كرة القدم المحترفة.كوم (الإنجليزية)
- شاندلير جونز على موقع كلية كرة القدم في سبورتس رفرنس.كوم (الإنجليزية)